# Jugoslaviens Fed Cup-lag
Jugoslavien Fed Cup-lag representerade Jugoslavien i tennisturneringen Fed Cup, och kontrollerades av Jugoslavien tennisförbund. 

## Historik
Jugoslavien deltog första gången i turneringen 1969 i USA, och slog Grekland med 3-0. Laget gick till semifinal 1984.